# Brachycnemina
Brachycnemina is een onderorde van neteldieren uit de klasse van de Anthozoa (bloemdieren).

## Families
- Neozoanthidae Herberts, 1972
- Sphenopidae Hertwig, 1882
- Zoanthidae Rafinesque, 1815